# Charlie Winston
Charlie Winston (Charles Winston Gleave), es un cantautor y guitarrista británico, nacido el 14 de septiembre de 1978 en Cornwall (Reino Unido) y criado en Suffolk. Actualmente vive en París. Es hermano del cantante Tom Baxter y de la también cantante Vashti Anna.

## Biografía
Charlie Winston nació el 14 de septiembre de 1978 en Cornwall, donde sus padres por entonces eran propietarios de un hotel. Aprendió a tocar el piano a una edad muy temprana. A los 17 años ingresó en una facultad de música en Londres. Su primer trabajo musical publicado, pero poco conocido fue Mischifus, una mezcla de beatbox, piano y guitarra, lanzado como una producción de danza teatral que realizó en el escenario en 2007 bajo el sello Real World. Su primer álbum Make Way fue lanzado en 2007 bajo el mismo sello. Su primer álbum oficial, Hobo fue lanzado en el sello francés Atmosphériques el 26 de enero de 2009. A pesar del gran reconocimiento (especialmente debido al apoyo del cantante Peter Gabriel desde su debut), el éxito de Charlie Winston inicialmente era exclusivamente francés.
Además, Mark Maggiori dirigió el vídeo musical de Like a Hobo, su primer sencillo, con la producción ejecutiva de HK Corp (David Gitlis, Johnathan Gitlis y Noah Klein).
A principios de abril de 2009, actuó en un concierto salvaje (concierto organizado sin fecha programada) - organizado por Arte - durante un Concierto Móvil Gratis en la Place Pigalle de París. La película así grabada en el teléfono móvil se emite en Arte el 22 de septiembre de 2009 bajo el nombre Free Mobile Concert - Charlie Winston and the Naive New Beaters.
Su segundo álbum, Hobo, entró en las listas francesas con el número 3 el 31 de enero de 2009, y llegó al No. 1 en su semana 25 donde se sostuvo por 4 semanas y permaneció 30 semanas en el Top 10.
En 2010, Winston ganó un European Border Breakers Award por 'Best UK artist in Europe'.

## Banda
Charlie Winston y los Oxymorons es la banda a la que Winston presta el nombre. Sus miembros, además de Winston, son Benjamin Edwards (harmónica) y Elf Lord Taylor (bajo). En 2007, Winston participó en un tour con Peter Gabriel. Su álbum debut: "Make Way" se describió como "inspirador y seductor".

## Discografía
- 2007 - Mischifus
- 2007 - Make Way
- 2009 - Hobo
- 2011 - Running Still
- 2014 - Curio City
- 2016 - UnderCover (EP)
- 2018 - Square 1